# Александровский сквер (Минск)
Александровский сквер (Центральный сквер, народное название — Паниковка) — сквер, расположенный в центре Минска.

## Описание
Прилегает к театру им. Янки Купалы. Расположен возле станций метро «Купаловская» и «Октябрьская». Окружён проспектом Независимости, а также улицами Карла Маркса, Энгельса и Красноармейской. Выходит на Октябрьскую площадь, Резиденцию Президента Республики Беларусь и Центральный дом офицеров (ЦДО).
В центре сквера находится один из самых знаменитых фонтанов Минска — «Мальчик с лебедем» (народное название — Паниковский).

## История
В 1836 году по инициативе городского головы Леопольда Валентьевича Дельпаца и на его собственные средства на месте "квадратного пространства, поросшего с одной стороны травою и посещаемого коровами, а с другой занятого оврагами и ямами" была расчищена площадь, получившая название Новый рынок. В 1872 году вице-губернатор Михаил Петрович Дараган устроил на месте рынка сквер, пожертвовав свои деньги и организовав сбор со строителей проходивших через Минск железных дорог. Своё название сквер получил именных указом от 6 декабря 1874 года по часовне Александра Невского, которая с 1869 года до 1930-х находилась на месте современного входа в сквер у пересечения улицы Энгельса и проспекта Независимости).
Фонтан со скульптурной группой «Мальчик, играющий с лебедем» был построен в 1874 году, в честь открытия городского водопровода. Скульптуру «Мальчик с лебедем» создал берлинский скульптор Теодор Калиде для фонтана дворцового парка Шарлоттенбург. Это было одно из первых произведений скульптора, которое принесло ему успех. Позднее стали появляться всё новые и новые копии, до сих пор по всему миру существует более 200 таких скульптур  Во время Великой Отечественной войны скульптурная композиция была повреждена, реставрацией занимался скульптор Заир Азгур.
В 1890 году в южной части сквера открылся театр (сегодня — Национальный академический театр имени Янки Купалы).
В 1912 году в сквере был построен первый общественный туалет Минска, строительство которого обошлось в 4679 рублей 40 копеек.  Как и во многих других городах, в Минске существует городская легенда, что один из состоятельных жителей губернии как-то заказал ему построить для себя дом. Архитектор выстроил ему дом, отлично справившись с заказом, но богач отказался ему платить за выполненную работу. В отместку архитектор выстроил в центре города, в этом сквере, точную уменьшенную копию усадебного дома обидевшего его заказчика. Разумеется, это просто городской фольклор, не имеющий реальных оснований.

## Фотогалерея

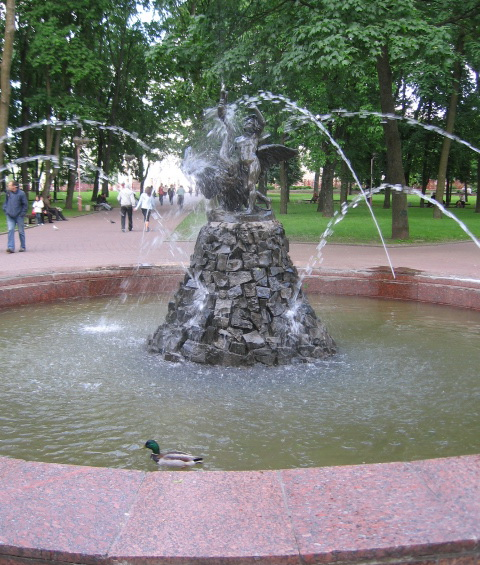
«Мальчик с лебедем» (фонтан включен)
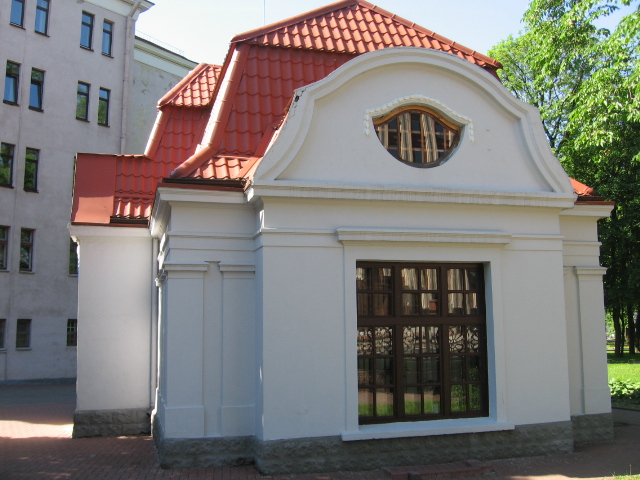
Туалет в сквере